# Ommatius impeditus
Ommatius impeditus là một loài ruồi trong họ Asilidae. Ommatius impeditus được Wulp miêu tả năm 1872. Loài này phân bố ở miền Ấn Độ - Mã Lai.